# Richard Sadebeck
Richard Sadebeck (ur. 20 maja 1839 we Wrocławiu, zm. 12 lutego 1905 w Meranie) – niemiecki nauczyciel, botanik i mykolog.
Sadebeck był synem nauczyciela, matematyka i geodety Moritza Sadebecka. Jego bratem był mineralog Alexander Sadebeck. Po ukończeniu szkoły średniej R. Sadebeck studiował nauki przyrodnicze, medycynę i filozofię na Śląskim Uniwersytecie Fryderyka Wilhelma. Na podstawie pracy doktorskiej na temat flory Gór Sowich Heinricha Göpperta uzyskał doktorat. Następnie uczył w Ogrodzie Botanicznym we Wrocławiu. W latach 1865/66 był kandydatem próbnym i asystentem naukowym w Royal Wilhelms-Gymnasium w Berlinie, a od 1869 roku pełnym nauczycielem we Friedrichs-Gymnasium Berlin. Uczył matematyki, arytmetyki i nauk przyrodniczych w niższych klasach. W 1875 roku został starszym nauczycielem, a w 1876 profesorem w Johanneum Realschule. W 1879 roku powierzono mu zarządzanie zbiorami botanicznymi w Hamburgu. Opiekował się kolekcją owoców, a na początku lat osiemdziesiątych XIX wieku założył Herbarium Hamburgense w ogrodzie botanicznym uniwersytetu. Przekształciło się ono potem w Muzeum Botaniczne. Sadebeck był jego dyrektorem od 1883 r. Od 1887 r. pracował także jako nauczyciel w Szkole Farmaceutycznej, był również dyrektorem założonego w 1885 r. Laboratorium Botanicznego Towaroznawstwa. W 1886 r. został członkiem Leopoldiny. W 1901 przeszedł na emeryturę i przeniósł się do Południowego Tyrolu, gdzie zmarł w wieku 66 lat.
Jest autorem prac naukowych z zakresu botaniki i mykologii. Przy nazwach naukowych utworzonych przez niego taksonów dodawany jest skrót jego nazwiska Sadeb.